# Anópoli
Anópoli (Anopolis) är en ort i Grekland.   Den ligger i prefekturen Nomós Chaniás och regionen Kreta, i den södra delen av landet, 300 km söder om huvudstaden Aten. Anópoli ligger 569 meter över havet och antalet invånare är 242.
Terrängen runt Anópoli är varierad. Havet är nära Anópoli söderut. Närmaste större samhälle är Myriokéfala, 19,9 km öster om Anópoli. 